# Аатакни, Абдельхак
Абдельхак Аатакни (араб. عبد الحق عتقني‎; 9 февраля 1988, Айн Себаа, Марокко) — марокканский боксёр, участник летних Олимпийских игр 2012 года в категории до 64 кг.

## Спортивная биография
В 2006 году молодой Аатакни стал чемпионом Марокко среди юниоров. В 2011 году Абдельхак завоевал свои первые крупные международные награды. Сначала он стал серебряным призёром на всемирных военных играх, а затем завоевал золото на Панарабском чемпионате. В начале 2012 года в марокканской Касабланке состоялся африканский квалификационный олимпийский турнир. В квалификационных соревнованиях в категории до 64 кг Ааткани последовательно одержал четыре победы и стал победителем соревнований, а также завоевал путёвку на летние Олимпийские игры.
В 2012 году Аатакни дебютировал на летних Олимпийских играх в Лондоне. В первом раунде в соревнованиях в категории до 64 кг марокканский боксёр уступил своему сопернику из Мавритании Ричарно Колину 10:16 и выбыл из дальнейшей борьбы. Примечательно, что Абдельхак всего пару месяцев назад встречался с Колином в четвертьфинале квалификационного олимпийского турнира. В тот раз марокканец одержал победу со счётом 11:8.